# Ophélia
Pour plus de détails, voir Fiche technique et Distribution.
Ophélia est un film français réalisé par Claude Chabrol, sorti en 1963.

## Synopsis
Yvan, jeune homme, vient de perdre son père. Claudia, sa mère, épouse alors en secondes noces Adrien, le frère de son mari. Celui-ci vient s'installer dans le domaine familial. Yvan, troublé par la mort de son père, ne parvient pas à admettre ce mariage. Il se perd un peu dans un monde imaginaire qui le porte à croire que sa mère et son oncle Adrien sont à l'origine de la mort de son père. L'oncle Adrien, accusé par Yvan, décline subitement et est emporté par la mort. Hélas pour Yvan qui apprend qu'Adrien était son vrai père...

## Fiche technique
- Titre original : Ophélia
- Réalisation : Claude Chabrol
- Scénario : Claude Chabrol, Paul Gégauff, d'après la pièce Hamlet de William Shakespeare
- Photographie : Jean Rabier
- Son : Jean-Claude Marchetti
- Musique : Pierre Jansen ; orchestre dirigé par André Girard
- Montage : Jacques Gaillard
- Production : Louis Bernard-Lévy, Jacques Bernard-Lévy
- Société de production : Boréal Films
- Pays de production :  France
- Langue originale : français
- Format : Noir et blanc — 35 mm — 1,37:1 — Son mono
- Genre : drame
- Durée : 102 minutes
- Date de sortie :
  - France : 6 février 1963
- Affiche : Jouineau Bourduge (France)

## Distribution
- André Jocelyn : Yvan Lesurf
- Alida Valli : Claudia Lesurf
- Claude Cerval : Adrien
- Jean-Louis Maury : Sparkos
- Juliette Mayniel : Lucie
- Robert Burnier : André Lagrange
- Sacha Briquet : le fossoyeur
- Pierre Vernier : le maître d'hôtel
- Serge Bento : François
- Roger Carel : un employé
- László Szabó : un garde
- Henri Attal : un gardien
- Dominique Zardi : un gardien
- Liliane David : Ginette

## Autour du film
- Dans ce film, Claude Chabrol rend hommage à Hamlet de William Shakespeare, pour son univers dans lequel le héros du film, Yvan, cherche à se réfugier pour échapper au monde réel.
- Il est par ailleurs fait une directe référence à l'adaptation cinématographique de cette pièce sortie en 1948 et réalisée par l'acteur Laurence Olivier à travers une série de photographies de promotion du film et un extrait de sa bande sonore doublée en français.